# Ecuador a 2004. évi nyári olimpiai játékokon
Ecuador a görögországi Athénban megrendezett 2004. évi nyári olimpiai játékok egyik részt vevő nemzete volt. Az országot az olimpián 7 sportágban 16 sportoló képviselte, akik érmet nem szereztek.

## Atlétika
Férfi
| Versenyző        | Versenyszám     | Előfutam | Előfutam | Előfutam | Negyeddöntő | Negyeddöntő | Negyeddöntő | Elődöntő | Elődöntő | Elődöntő | Döntő    | Döntő    |
| Versenyző        | Versenyszám     | Idő      | Hely.    | Össz.    | Idő         | Hely.       | Össz.       | Idő      | Hely.    | Össz.    | Idő      | Helyezés |
| ---------------- | --------------- | -------- | -------- | -------- | ----------- | ----------- | ----------- | -------- | -------- | -------- | -------- | -------- |
| Byron Piedra     | 800 m           | 1:48,42  | 7.       | 56.*     |             |             |             | kiesett  | kiesett  | kiesett  | kiesett  | kiesett  |
| Jackson Quiñónez | 110 m gát       | 13,44    | 3.       | 14.*     | 13,67       | 6.          | 24.         | kiesett  | kiesett  | kiesett  | kiesett  | kiesett  |
| Silvio Guerra    | Maraton         |          |          |          |             |             |             |          |          |          | 2:25:29  | 61.      |
| Franklin Tenorio | Maraton         |          |          |          |             |             |             |          |          |          | 2:31:12  | 71.      |
| Xavier Moreno    | 20 km gyaloglás |          |          |          |             |             |             |          |          |          | kizárták | kizárták |
| Rolando Saquipay | 20 km gyaloglás |          |          |          |             |             |             |          |          |          | 1:24:07  | 17.      |
| Jefferson Pérez  | 20 km gyaloglás |          |          |          |             |             |             |          |          |          | 1:20:38  | 4.       |
| Jefferson Pérez  | 50 km gyaloglás |          |          |          |             |             |             |          |          |          | 3:53:04  | 12.      |

Női
| Versenyző     | Versenyszám | Eredmény | Helyezés |
| ------------- | ----------- | -------- | -------- |
| Sandra Ruales | Maraton     | 2:44,28  | 36.      |

* - egy másik versenyzővel azonos időt ért el

## Cselgáncs
Női
| Versenyző    | Versenyszám | Selejtező         | Nyolcaddöntő                     | Negyeddöntő                    | Elődöntő          | Vigaszág első kör                 | Vigaszág negyeddöntő                | Vigaszág elődöntő | Bronz- mérkőzés   | Döntő             | Helyezés    |
| Versenyző    | Versenyszám | Ellenfél Eredmény | Ellenfél Eredmény                | Ellenfél Eredmény              | Ellenfél Eredmény | Ellenfél Eredmény                 | Ellenfél Eredmény                   | Ellenfél Eredmény | Ellenfél Eredmény | Ellenfél Eredmény | Helyezés    |
| ------------ | ----------- | ----------------- | -------------------------------- | ------------------------------ | ----------------- | --------------------------------- | ----------------------------------- | ----------------- | ----------------- | ----------------- | ----------- |
| Diana Maza   | Váltósúly   |                   | Tanimoto Ajumi (JPN) · 0000-1000 |                                |                   | Szaída ez-Záhri (TUN) · 0000-1010 | kiesett                             | kiesett           | kiesett           |                   | helyezetlen |
| Carmen Chalá | Nehézsúly   |                   | Sandra Köppen (GER) · 0010-0001  | Szun Fu-ming (CHN) · 0000-1000 |                   |                                   | Inszáf el-Jahjávi (TUN) · 0000-0120 | kiesett           | kiesett           |                   | helyezetlen |

## Ökölvívás
| Versenyző       | Versenyszám | Selejtező                    | Nyolcaddöntő      | Negyeddöntő       | Elődöntő          | Döntő             | Helyezés |
| Versenyző       | Versenyszám | Ellenfél Eredmény            | Ellenfél Eredmény | Ellenfél Eredmény | Ellenfél Eredmény | Ellenfél Eredmény | Helyezés |
| --------------- | ----------- | ---------------------------- | ----------------- | ----------------- | ----------------- | ----------------- | -------- |
| Patricio Calero | Papírsúly   | Szergej Kazakov (RUS) · 8-20 | kiesett           | kiesett           | kiesett           | kiesett           | 17.      |

## Sportlövészet
Női
| Versenyző   | Versenyszám   | Selejtező | Selejtező | Döntő   | Döntő    |
| Versenyző   | Versenyszám   | Pont      | Helyezés  | Pont    | Helyezés |
| ----------- | ------------- | --------- | --------- | ------- | -------- |
| Carmen Malo | Légpisztoly   | 365       | 40.       | kiesett | kiesett  |
| Carmen Malo | Sportpisztoly | 536       | 36.       | kiesett | kiesett  |

## Súlyemelés
Férfi
| Versenyző    | Versenyszám | Szakítás | Szakítás | Lökés    | Lökés    | Összesen | Helyezés |
| Versenyző    | Versenyszám | Eredmény | Helyezés | Eredmény | Helyezés | Összesen | Helyezés |
| ------------ | ----------- | -------- | -------- | -------- | -------- | -------- | -------- |
| Julio Idrovo | 69 kg       | 140,0    | 10.      | 155,0    | 12.      | 295,0    | 11.      |

Női
| Versenyző         | Versenyszám | Szakítás | Szakítás | Lökés    | Lökés    | Összesen | Helyezés |
| Versenyző         | Versenyszám | Eredmény | Helyezés | Eredmény | Helyezés | Összesen | Helyezés |
| ----------------- | ----------- | -------- | -------- | -------- | -------- | -------- | -------- |
| Alexandra Escobar | 58 kg       | 95,0     | 6.**     | 120,0    | 7.*      | 215,0    | 7.       |

* - két másik versenyzővel azonos eredményt ért el

** - három másik versenyzővel azonos eredményt ért el

## Tenisz
Férfi
| Versenyző        | Versenyszám | 64-es főtábla                   | 32-es főtábla     | Nyolcaddöntő      | Negyeddöntő       | Elődöntő          | Bronz- mérkőzés   | Döntő             | Helyezés |
| Versenyző        | Versenyszám | Ellenfél Eredmény               | Ellenfél Eredmény | Ellenfél Eredmény | Ellenfél Eredmény | Ellenfél Eredmény | Ellenfél Eredmény | Ellenfél Eredmény | Helyezés |
| ---------------- | ----------- | ------------------------------- | ----------------- | ----------------- | ----------------- | ----------------- | ----------------- | ----------------- | -------- |
| Nicolás Lapentti | Egyes       | Arnaud Clément (FRA) · 6-7, 2-6 | kiesett           | kiesett           | kiesett           | kiesett           | kiesett           | kiesett           | 33.      |

## Úszás
Férfi
| Versenyző    | Versenyszám | Előfutam | Előfutam | Előfutam | Elődöntő | Elődöntő | Elődöntő | Döntő   | Döntő    |
| Versenyző    | Versenyszám | Idő      | Hely.    | Össz.    | Idő      | Hely.    | Össz.    | Idő     | Helyezés |
| ------------ | ----------- | -------- | -------- | -------- | -------- | -------- | -------- | ------- | -------- |
| Julio Santos | 50 m gyors  | 23,43    | 4.       | 43.*     | kiesett  | kiesett  | kiesett  | kiesett | kiesett  |

* - egy másik versenyzővel azonos időt ért el